# Azpeitia (kommun)
Azpeitia är en kommun i Spanien.  Den ligger i Gipuzkoaprovinsen i den autonoma regionen Baskien i norra delen av landet, 300 km norr om huvudstaden Madrid. Antalet invånare är 15 208 (2024).
Jesuitordens grundare Ignatius av Loyola föddes i staden.